# Maurizia Cacciatori
Maurizia Cacciatori (*Carrara, 1973) es una exjugadora italiana de voleibol. 

## Biografía
Nacida el 6 de abril de 1973 en Carrara, Italia.
Pese a que fue una gran jugadora de voleibol, con multitud de títulos en su palmarés, su fama vino por sus apariciones publicitarias. Actualmente divorciada de Santi Toledo, exjugador de baloncesto, espera su segundo hijo (el primer hijo, Carlos María, nació en abril de 2011) para marzo de 2013, un niña llamada Ines, de su actual compañero Francesco Orsini.
Con la selección italiana de voleibol ha disputado 228 encuentros.

## Clubes
- 1986-89 - Pallavolo Carrarese (Serie B, Serie A2).
- 1989-93 - Sirio Perugia (Serie A1).
- 1993-95 - Amazzoni Agrigento (Serie A1).
- 1995-98 - Volley Bergamo (Serie A1).
- 1998-99 - Ester Nápoles (Serie A1).
- 1999-03 - Volley Bergamo (Serie A1).
- 2003-05 - Marichal Tenerife (Superliga).
- 2005-06 - Start Arzano (Serie A1).
- 2006-07 - Ícaro Alaró (Superliga 2)

## Palmarés
- 5 Ligas
  - Bergamo: 95-96, 96-97, 97-98, 01-02
  - Tenerife: 03-04
- 5 Copas
  - Perugia: 91-92
  - Bergamo: 95-96, 96-97, 97-98
  - Tenerife 03-04
- 3 Supercopas 
  - Bergamo: 1996, 1997
- 3 Copas de Europa
  - Bergamo: 1997, 2000
  - Tenerife: 2004
- 1 Copa Cev
  - Nápoles: 1999